# Oglasa ozela
Oglasa ozela är en fjärilsart som beskrevs av Swinhoe 1899. Oglasa ozela ingår i släktet Oglasa och familjen nattflyn. Inga underarter finns listade i Catalogue of Life.